# The Amazing Digital Circus
The Amazing Digital Circus (no Brasil, O Incrível Circo Digital) é uma websérie de animação para adultos independente australiana criada pela animadora Gooseworx e produzida pela Glitch Productions. A série teve seu episódio piloto lançado no canal da Glitch em 13 de outubro de 2023, obtendo recepção favorável.
A série tem foco inspirado em imagens geradas por computador nos anos 90, e também na história "I Have No Mouth, and I Must Scream" do escritor americano Harlan Ellison.
A série esteve sendo produzida desde 2022, e foi lançado o primeiro episódio titulado "Pilot" em 13 de outubro de 2023 no canal oficial da Glitch, se tornando viral e um dos pilotos de animação mais vistos da plataforma, também foi elogiado pelo público pela animação, roteiro, temas sombrios e o elenco sensacional. Foi até indicado na Prêmios Annie. A série inteira entrou em produção após o sucesso do piloto, até ficou disponível no catálogo na Netflix em 4 de outubro de 2024.

## Sinopse
Depois de colocar um headset de realidade virtual, uma garota fica aprisionada em uma dimensão digital com tema de circo junto com outros cinco seres que já foram humanos. Tendo agora o seu corpo semelhante ao de um bobo da corte, ela é renomeada como Pomni, e junto de seus colegas fica sujeita às ordens do mestre de cerimônias do circo, Caine, ao mesmo tempo em que todos precisam lidar com seus próprios conflitos e traumas pessoais.

## Elenco
Com base no episódio piloto e seus créditos.
- Lizzie Freeman como Pomni, a mais recente humana a ficar presa no circo. Ela assume a forma de um bobo da corte.
- Alex Rochon como Caim, uma IA em forma de um mestre de cerimônias maluco, mas instável, do circo, com uma dentadura no lugar da cabeça.
- Michael Kovach como Jax, um homem travesso que gosta de pregar peças e intimidar os outros membros do elenco. Ele assume a forma de um coelho humanoide roxo alto.
- Amanda Hufford como Ragatha, uma mulher gentil que tenta manter uma atitude otimista em relação à sua situação. Ela assume a forma de uma boneca de pano.
- Marissa Lenti como Gangle, uma mulher com um corpo de fita e máscaras intercambiáveis de comédia e tragédia que representam seu humor atual.
- Sean Chiplock como Kinger, um homem paranóico e esquecido que está preso há mais tempo do que os outros humanos. Ele assume a forma de uma peça de rei de xadrez.
- Ashley Nichols como Zooble, uma pessoa irritável, mas gentil as vezes,que não tem interesse nas aventuras do grupo. Seu corpo é feito de blocos de misturar e combinar.
- Gooseworx como Bolha, a IA assistente de bolha de sabão de Caine.
- Elsie Lovelock como Rainha Glosma, a governante dos Glosmas, que se assemelha a uma lesma gigante com vários olhos e duas caras.[3]

## Produção
The Amazing Digital Circus originou-se inicialmente de uma das três propostas apresentadas à Glitch Productions pela animadora do YouTube Gooseworx, que a empresa contatou para criar um piloto. O programa foi financiado pela Screen Australia.
A proposta original da série propunha um estilo de animação semelhante aos jogos de computador da década de 1990. Gooseworx tem experiência em animação 2D desenhada à mão, e os animadores da Glitch Productions adaptaram seu trabalho artístico para 3D. A gerente geral da Glitch Productions, Jasmine Yang, afirmou que não há planos para que o programa seja colocado em plataformas de streaming além do YouTube. A série foi inspirada em I Have No Mouth, and I Must Scream, com a estética sendo inspirada em I Spy.

## Episódios
| N.º | Título                            | Storyboard por                     | Lançamento             |
| --- | --------------------------------- | ---------------------------------- | ---------------------- |
| 1 | "Pilot"                           | Neda Lay                           | 13 de outubro de 2023  |
| Uma jovem fica presa em um jogo de computador com tema de circo depois de colocar um headset de realidade virtual. Ela encontra um grupo de outros humanos presos — Jax, Ragatha, Gangle, Kinger e Zooble — e, tendo esquecido seu nome original, é renomeada como "Pomni" pelo mestre de cerimônias e inteligência artificial Caine. Enquanto os outros participam de uma busca para coletar criaturas geométricas chamadas "Gloinks", Pomni acompanha Ragatha e Jax para visitar seu colega humano de circo, Kaufmo, que eles descobrem ter sido "abstraído" e se transformado em uma besta sem consciência após sucumbir à loucura. Tentando ajudar Ragatha depois que Kaufmo os faz travar, Pomni se depara com uma porta de saída e a atravessa, encontrando um labirinto de escritórios que a leva a uma área proibida chamada "The Void". Caine devolve Pomni ao circo, onde ele aprisiona Kaufmo com outros humanos abstraídos, e conserta os problemas de Pomni e Ragatha antes de revelar que a "saída" é uma extensão inacabada que ele fez para o circo. Ele então trata todos com um banquete de comida digital não nutritiva, que os outros apreciam enquanto Pomni fica traumatizada com sua situação.                                                        |                                   |                                    |                        |
| 2 | "Candy Carrier Chaos!"            | Robin French e Neda Lay            | 3 de maio de 2024      |
| Caine prepara uma nova aventura e envia o grupo para um novo mapa, o Reino Desfiladeiro Doce, cujo objetivo é recuperar um caminhão-tanque de xarope de bordo roubado por bandidos. Durante uma perseguição, Pomni e o bandido Gummigoo são lançados por uma falha de detecção de colisão para fora dos limites do mapa. Gummigoo vê o seu próprio modelo em T-pose entre os bens e aprende com Pomni sobre a natureza fabricada da sua realidade, causando-lhe uma crise existencial. Ao falar com Gummigoo sobre as suas próprias experiências, Pomni convida-o a ficar no circo para encontrar um novo sentido para a sua vida. Os dois regressam ao mapa fazendo outra colisão com uma réplica de um caminhão. Após a chegada de Gummigoo ao circo, Caine o deleta abruptamente para evitar confundir os humanos e os NPCs. Pomni está perturbada, mas encontra conforto e aceitação no grupo quando a convidam a participar do funeral de Kaufmo. |                                   |                                    |                        |
| 3 | "The Mystery of Mildenhall Manor" | Robin French e Neda Lay            | 14 de outubro de 2024  |
| O grupo é mandado para a assombrada Mildenhall Manor para desvendar o mistério de supostas atividades paranormais. Kinger arrasta Pomni, sem querer, para a secção do jogo destinada a adultos, onde seguem uma série de mensagens gravadas que os instruem a fugir de uma criatura monstruosa; o normalmente insano Kinger torna-se gradualmente lúcido à medida que progridem. Quando Kinger fere a criatura com uma espingarda, a mensagem final revela que se trata de um anjo, o que faz com que os dois sejam arrastados para o Inferno. Kinger conforta a aterrorizada Pomni, recordando a abstração da sua mesposa e inspirando Pomni a guardar as suas melhores recordações de todos no circo. Perde novamente a sanidade depois de os dois escaparem e se reunirem com os outros, que seguiram o caminho “pacifista” do jogo. Entretanto, Caine submete Zooble a uma sessão de terapia para compreender o motivo de sempre recusar-se a participar de suas aventuras, esquecendo-se de que Zooble lhe recorda que isso tem origem na aversão ao seu próprio corpo digital. Depois de Caine ter um esgotamento nervoso por Zooble argumentar que ninguém gosta das suas aventuras, a sessão termina com os dois a trocarem de papéis.                               |                                   |                                    |                        |
| 4 | "Fast Food Mascarade"             | Robin French, Neda Lay, e AD Taeza | 13 de dezembro de 2024 |
| Zooble dá a Gangle uma máscara de comédia de plástico para substituir a sua máscara de porcelana, o que melhora o seu humor depressivo. Por sugestão de Gangle, Caine organiza uma aventura mais mundana no restaurante de fast food Spudsy's, designando Gangle como chefe de turno e os restantes como funcionários. O comportamento maníaco de Gangle irrita o grupo, provocando o agravamento da sua depressão, da qual ela mascara ao criticar os seus desempenhos: Pomni por se esquivar aos seus deveres para interagir com Gummigoo, que aparece como um cliente sem qualquer memória dela; Jax pelo seu desinteresse na aventura, pelo qual recebe um retreinamento humilhante; e Ragatha por se intoxicar com um “molho estúpido” que lhe dá opiniões negativas sobre todos. Pomni acaba por reparar que Gangle está passando por dificuldades e toma o seu posto de vigiar o restaurante até o horário de fechamento. Gangle desfaz-se alegremente da sua nova máscara, para depois tropeçar no trânsito. Antes de ser atropelada, Caine teletransporta Gangle para uma avaliação de desempenho e a penaliza pela sua falta de profissionalismo de última hora. Gangle volta a entrar em depressão e se isola, mas é incentivada por Zooble a juntar-se ao grupo. |                                   |                                    |                        |

## Recepção
O episódio piloto de The Amazing Digital Circus se tornou um vídeo viral no YouTube, obtendo mais de 33 milhões de visualizações em duas semanas; a hashtag da serie obteve 925 milhões de visualizações no TikTok nesse mesmo espaço de tempo. O show conquistou uma base de fãs dedicada na Internet devido ao seu conceito cativante e narrativa convincente. As piadas de The Amazing Digital Circus foram elogiadas como "cronometradas com perfeição quadro a quadro", com um senso de humor "maduro", mas "não excessivamente vulgar". A animação também foi elogiada como "maravilhosa e expressiva". O show foi comparado a Popee the Performer por seu cenário e humor negro.